# Rock or Bust
Albums de AC/DC
Black Ice
(2008) PWR/UP
(2020)
Singles
1. Play Ball
Sortie : 7 octobre 2014
2. Rock or Bust
Sortie : 17 novembre 2014
3. Rock the Blues Away (en)
Sortie : 10 mars 2015

Rock or Bust est le 15e album studio du groupe de hard rock australien AC/DC, paru entre fin novembre et début décembre 2014. Il s'agit du premier album du groupe sans son membre fondateur, le guitariste Malcolm Young. Il succède à l'album Black Ice sorti six ans plus tôt, en octobre 2008. Classé no 1 dans 12 pays, ses ventes ont dépassé les 2,8 millions d'exemplaires en 2014 (soit la 7e meilleure vente mondiale).

## Développement
Rock or Bust est commercialisé le 28 novembre 2014 en Australie, et le 2 décembre 2014 à l'international. Il s'agit du premier album du groupe sans la participation d'un des membres fondateurs, Malcolm Young (guitare rythmique). Il a dû quitter le groupe pour raison de santé. Il est remplacé par Stevie Young, le neveu de Malcolm et Angus. Stevie avait déjà remplacé Malcolm lors de la tournée américaine du Blow Up Your Video Tour, entre mai et octobre 1988. 
Le premier single, Play Ball est publié le 7 octobre 2014, le même jour que l'annonce de la liste des titres ainsi que de la pochette de l'album. Il est disponible gratuitement sur iTunes pour ceux qui précommandent l'album. Le single avait été dévoilé, en partie, fin septembre dans une publicité pour la saison à venir de la Ligue Majeur de Baseball américain (Major League Baseball).
Le groupe annonce une tournée promotionnelle, Rock or Bust World Tour, pour 2015, afin de célébrer son 40e anniversaire. À noter qu'à la suite du succès de cette tournée mondiale AC/DC a décidé de la prolonger en 2016.

## Singles
Le tournage du clip de Play Ball se déroule à Londres, au Black Island Studio, le 3 octobre 2014. Le clip sort le 7 octobre 2014.
Le tournage du clip de Rock or Bust se déroule également à Londres, au Black Island Studio, le 4 octobre 2014. Environ 500 fans sont conviés à participer à ce tournage[réf. nécessaire].
Phil Rudd ne prend pas part aux tournages des deux clips, il est remplacé par Bob Richards, un batteur anglais, puis est finalement remplacé par Chris Slade pour la tournée 2015. Ce dernier avait déjà travaillé avec le groupe sur l'album The Razors Edge en 1990

## Liste des titres
Toutes les chansons sont écrites par Malcolm Young et Angus Young ,.
| No  | Titre                        | Durée |
| --- | ---------------------------- | ----- |
| 1.  | Rock or Bust                 | 3:04  |
| 2.  | Play Ball                    | 2:47  |
| 3.  | Rock the Blues Away          | 3:24  |
| 4.  | Miss Adventure               | 2:57  |
| 5.  | Dogs of War                  | 3:35  |
| 6.  | Got Some Rock & Roll Thunder | 3:22  |
| 7.  | Hard Times                   | 2:44  |
| 8.  | Baptism by Fire              | 3:30  |
| 9.  | Rock the House               | 2:42  |
| 10. | Sweet Candy                  | 3:09  |
| 11. | Emission Control             | 3:41  |

## Formation
- Brian Johnson : chant
- Angus Young : guitare solo
- Stevie Young : guitare rythmique
- Cliff Williams : basse
- Phil Rudd : batterie

## Production
- Brendan O'Brien : producteur
- Mike Fraser : ingénieur du son, mixage

## Apparition dans la culture populaire
Le titre Dogs of War apparaît dans l'épisode 11 de la saison 2 de la série Sleepy Hollow, cet épisode ayant été diffusé aux États-Unis pour la première fois le 1er décembre 2014 soit la veille de la sortie internationale de l'album.

## Classements et certifications

### Album
Classements
| Pays                                  | Durée du classement | Meilleur classement | Date              |
| ------------------------------------- | ------------------- | ------------------- | ----------------- |
| Allemagne (GfK Entertainment)         | 58 semaines         | 1er                 | 12 décembre 2014  |
| Australie (ARIA Charts)               | 30 semaines         | 1er                 | 14 décembre 2014  |
| Autriche (Ö3 Austria Top 40)          | 38 semaines         | 1er                 | 12 décembre 2014  |
| Belgique (V) (Ultratop)               | 68 semaines         | 1er                 | 6 décembre 2014   |
| Belgique (W) (Ultratop)               | 78 semaines         | 1er                 | 13 décembre 2014  |
| Canada (Canadian Albums Chart)        | 9 semaines          | 1er                 | 20 décembre 2014  |
| Danemark (Tracklisten)                | 14 semaines         | 1er                 | 12 décembre 2014  |
| Écosse (Scottish Album Chart)         | 30 semaines         | 1er                 | 7 décembre 2014   |
| Espagne (Promusicae)                  | 80 semaines         | 2e                  | 7 décembre 2014   |
| États-Unis (Billboard 200)            | 16 semaines         | 3e                  | 20 décembre 2014  |
| Finlande (Suomen virallinen lista)    | 24 semaines         | 1er                 | 1er décembre 2014 |
| France (SNEP)                         | 51 semaines         | 1er                 | 13 décembre 2014  |
| Irlande (IRMA)                        | 15 semaines         | 6e                  | 5 décembre 2014   |
| Italie (FIMI)                         | 43 semaines         | 3e                  | 11 décembre 2014  |
| Norvège (VG-lista)                    | 11 semaines         | 1er                 | 8 décembre 2014   |
| Nouvelle-Zélande (RMNZ Albums Top40)  | 22 semaines         | 2e                  | 8 décembre 2014   |
| Pays-Bas (MegaCharts)                 | 24 semaines         | 4e                  | 6 décembre 2014   |
| Portugal (AFP)                        | 13 semaines         | 8e                  | 1er décembre 2014 |
| Royaume-Uni (UK Albums Chart)         | 17 semaines         | 3e                  | 7 décembre 2014   |
| Royaume-Uni (UK Rock and Metal Chart) | 39 semaines         | 1er                 | 7 décembre 2014   |
| Suède (Sverigetopplistan)             | 19 semaines         | 1er                 | 5 décembre 2014   |
| Suisse (Schweizer Hitparade)          | 51 semaines         | 1er                 | 7 décembre 2014   |

Certifications
| Pays                       | Certification | Ventes    | Date             |
| -------------------------- | ------------- | --------- | ---------------- |
| Allemagne (BVMI)           | 3 × Platine   | 600 000 + | 2015             |
| Australie (ARIA)           | Platine       | 70 000 +  | 28 novembre 2014 |
| Autriche (IFPI Austria)    | 2 × Platine   | 30 000 +  | 14 janvier 2015  |
| Belgique (Ultratop)        | Or            | 10 000 +  | 16 janvier 2015  |
| Brésil (Pro-Música Brasil) | Platine       | 40 000 +  | 2015             |
| Canada (MC)                | Platine       | 80 000 +  | 19 janvier 2015  |
| Danemark (IFPI Danmark)    | Or            | 10 000 +  | 6 mai 2018       |
| Espagne (Promusicae)       | Platine       | 40 000 +  | 15 décembre 2014 |
| États-Unis (RIAA)          | Or            | 500 000 + | 22 janvier 2015  |
| Finlande (IFPI Finland)    | Or            | 12 080 +  | 2014             |
| France (SNEP)              | 3 × Platine   | 300 000 + | 31 décembre 2014 |
| Italie (FIMI)              | Platine       | 40 000 +  | 2014             |
| Nouvelle-Zélande (RMNZ)    | Or            | 7 500 +   | 8 décembre 2014  |
| Pologne (ZPAV)             | Platine       | 30 000 +  | 14 janvier 2015  |
| Royaume-Uni (BPI)          | Platine       | 300 000 + | 10 mars 2023     |
| Suisse (IFPI Suisse)       | Platine       | 20 000 +  | 2014             |

### Singles
| Single              | Chart                    | Durée du classement | Position | Date             |
| ------------------- | ------------------------ | ------------------- | -------- | ---------------- |
| Play Ball           | (Mainstream Rock Tracks) | 15 semaines         | 5e       | 15 novembre 2014 |
| Play Ball           | (Single Top 100)         | 8 semaines          | 39e      | 17 octobre 2014  |
| Play Ball           | (Ö3 Austria Top 40)      | 2 semaines          | 44e      | 17 octobre 2014  |
| Play Ball           | (V) (Ultratop)           | 1 semaine           | 45e      | 18 octobre 2014  |
| Play Ball           | (W) (Ultratop)           | 1 semaine           | 23e      | 18 octobre 2014  |
| Play Ball           | (Canadian Hot 100)       | 2 semaines          | 53e      | 25 octobre 2014  |
| Play Ball           | (Track Top-40)           | 1 semaine           | 15e      | 17 octobre 2014  |
| Play Ball           | (Promusicae)             | 1 semaine           | 28e      | 12 octobre 2014  |
| Play Ball           | (Single Top 100)         | 3 semaines          | 39e      | 18 octobre 2014  |
| Play Ball           | (Japan Hot 100)          | 2 semaines          | 90e      | 20 décembre 2014 |
| Play Ball           | (UK Singles Chart)       | 1 semaine           | 85e      | 12 octobre 2014  |
| Play Ball           | (Schweizer Hitparade)    | 4 semaines          | 19e      | 12 octobre 2014  |
| Rock or Bust        | (Mainstream Rock Tracks) | 20 semaines         | 20e      | 4 avril 2015     |
| Rock or Bust        | (Single Top 100)         | 2 semaines          | 47e      | 5 décembre 2014  |
| Rock or Bust        | (Ö3 Austria Top 40)      | 3 semaines          | 52e      | 12 décembre 2014 |
| Rock or Bust        | (Single Top 100)         | 5 semaines          | 42e      | 6 décembre 2014  |
| Rock or Bust        | (Schweizer Hitparade)    | 2 semaines          | 55e      | 7 décembre 2014  |
| Rock the Blues Away | (Mainstream Rock Tracks) | 1 semaine           | 40e      | 6 juin 2015      |